# Shūsef
Shūsef (persiska: شوسف, Shūsf) är en ort i Iran.   Den ligger i provinsen Khorasan, i den östra delen av landet, 900 km sydost om huvudstaden Teheran. Shūsef ligger 1 631 meter över havet och antalet invånare är 2 338.
Terrängen runt Shūsef är platt åt nordost, men åt sydväst är den kuperad.  Trakten runt Shūsef är nära nog obefolkad, med mindre än två invånare per kvadratkilometer. Shūsef är det största samhället i trakten. Trakten runt Shūsef är ofruktbar med lite eller ingen växtlighet.